# Utsira (Schiff)
Die Utsira ist eine Fähre der norwegischen Reederei Rutebåten Utsira. Sie verkehrt zwischen Haugesund und Utsira.

## Geschichte
Die Fähre wurde unter der Baunummer 32 auf der Werft Blaalid in Raudeberg gebaut. Der Schiffsrumpf wurde von der Rigaer Werft in Riga zugeliefert. Die Fähre wurde am 26. Januar 2005 abgeliefert. Der Entwurf stammte von Schiffsarchitekturbüro Vik-Sandvik. Die Baukosten beliefen sich auf knapp 70 Mio. NOK. Benannt ist das Schiff nach der gleichnamigen Insel.

## Technische Daten und Ausstattung
Das Schiff wird von zwei MAN-B&W-Dieselmotoren des Typs 6L21/31 mit jeweils 1290 kW Leistung angetrieben. Die Motoren wirken über Untersetzungsgetriebe auf zwei Propellergondeln. Das Schiff ist mit einem Bugstrahlruder mit 500 kW Leistung ausgestattet.
Für die Stromerzeugung stehen zwei von den Hauptmotoren mit jeweils 700 kW Leistung angetriebene Leroy-Somer-Wellengeneratoren sowie ein von einem Scania-Dieselmotor des Typs D9 95M mit 150 kW Leistung angetriebener Stamford-Generator zur Verfügung. Weiterhin wurde ein Notaggregat verbaut, bei dem ein John-Deere-Dieselmotor des Typs 6068TFM50 mit 85 kW Leistung einen Stamford-Generator antreibt.
Die Fähre verfügt über ein geschlossenes Fahrzeugdeck. Dieses ist über eine Heckrampe zugänglich. Es bietet Platz für 25 Pkw. Oberhalb des Fahrzeugdecks befindet sich ein Deck unter anderem mit einem Aufenthaltsraum für Passagiere, der Mannschaftsmesse mit Kombüse und zwei Kabinen für die Schiffsbesatzung. Darüber befindet sich im vorderen Bereich des Schiffes ein weiteres Deck, auf dem sich unter anderem ein weiterer Aufenthaltsraum für Passagiere und zwei weitere Kabinen für die Schiffsbesatzung befinden. Darüber ist die Brücke mit zwei geschlossenen Nocken angeordnet. Die Nocken gehen zur besseren Übersicht etwas über die Schiffsbreite hinaus.